# Igor Kon
Igor Semjonovič Kon (rusky Игорь Семёнович Кон; 21. května 1928, Leningrad, Rusko – 27. dubna 2011 Moskva) byl sovětský a ruský vědec, doktor historických věd, doktor filosofických věd, vysokoškolský pedagog.

## Dílo
Šlo o prvního sovětského autora, který připravoval učebnice pro sociologii. V 60. letech se začal zabývat sexuologií. Je považován za jednoho z tvůrců ruské sexuologie.

### Překlady do češtiny
- Dějiny buržoazní sociologie 19. a začátku 20. století. Příprava vydání I.S. Kon; redakce Heleny Hennové; překlad Jana Sedláčka. 1. vyd. Praha: Svoboda, 1982. 379 s. Viz obsah.
- KON, Igor. Hledání vlastního Já : osobnost a její sebeuvědomění. Překlad Eduarda Urbánka. 1. vyd. Praha: Svoboda, 1988. 275 s.